# 1. Liga (Tschechoslowakei) 1978/79
Die Spielzeit 1978/79 der 1. Liga  war die 36. reguläre Austragung der höchsten Eishockeyspielklasse der Tschechoslowakei. Mit 27 Siegen und sechs Unentschieden an 44 Spieltagen setzte sich der Slovan CHZJD Bratislava durch und gewann damit den ersten tschechoslowakischer Meistertitel der Vereinsgeschichte. Der TJ Gottwaldov stieg in die zweite Spielklasse, die 1. ČNHL, ab.

## Modus
Wie in der Vorsaison wurde die Liga mit zwölf Mannschaften ausgespielt. Da jede Mannschaft gegen jeden Gruppengegner je zwei Heim- und Auswärtsspiele austrug, betrug die Gesamtanzahl der Spiele pro Mannschaft 44 Spiele. Der Letztplatzierte der Tabelle stieg in die jeweilige Landesmeisterschaft ab.

## Tabelle
| Pl. | Team                    | Sp. | S  | U  | N  | Torv.   | Pkt. |
| --- | ----------------------- | --- | -- | -- | -- | ------- | ---- |
| 1.  | Slovan CHZJD Bratislava | 44  | 27 | 6  | 11 | 215:129 | 60   |
| 2.  | Dukla Jihlava           | 44  | 24 | 9  | 11 | 149:084 | 57   |
| 3.  | TJ Vítkovice            | 44  | 26 | 4  | 14 | 176:141 | 56   |
| 4.  | Poldi SONP Kladno       | 44  | 23 | 5  | 16 | 172:137 | 51   |
| 5.  | CHZ Litvínov            | 44  | 20 | 7  | 17 | 172:150 | 47   |
| 6.  | Tesla Pardubice         | 44  | 18 | 9  | 17 | 161:158 | 45   |
| 7.  | Sparta ČKD Praha        | 44  | 15 | 11 | 18 | 136:147 | 41   |
| 8.  | VSŽ Košice              | 44  | 15 | 9  | 20 | 158:191 | 39   |
| 9.  | Motor České Budějovice  | 44  | 13 | 9  | 22 | 126:160 | 35   |
| 10. | Dukla Trenčín           | 44  | 12 | 11 | 21 | 120:169 | 35   |
| 11. | Zetor Brno              | 44  | 15 | 4  | 25 | 126:162 | 34   |
| 12. | TJ Gottwaldov           | 44  | 12 | 4  | 28 | 120:203 | 28   |

## Topscorer
| Pl. | Name              | Team                      | Sp. | T  | A  | Pkt. |
| --- | ----------------- | ------------------------- | --- | -- | -- | ---- |
| 1.  | Marián Šťastný    | Slovan CHZJD Bratislava   | 40  | 39 | 35 | 74   |
| 2.  | Vladimír Martinec | Dukla Jihlava             | 45  | 42 | 20 | 62   |
| 2.  | Vladimír Martinec | davon für Tesla Pardubice | 24  | 22 | 12 | 34   |
| 3   | Milan Nový        | Poldi SONP Kladno         | 44  | 33 | 23 | 56   |
| 4   | Peter Šťastný     | Slovan CHZJD Bratislava   | 39  | 32 | 23 | 55   |
| 5   | Vincent Lukáč     | VSŽ Košice                | 38  | 27 | 25 | 52   |
| 6   | Anton Šťastný     | Slovan CHZJD Bratislava   | 43  | 32 | 19 | 51   |
| 7   | Ladislav Svozil   | TJ Vítkovice              | 44  | 19 | 26 | 45   |
| 8   | Eduard Novák      | SONP Kladno               | 44  | 23 | 20 | 43   |
| 9   | Bedřich Brunclík  | VSŽ Košice                | 41  | 18 | 23 | 41   |
| 10  | Miloš Holaň       | TJ Vítkovice              | 44  | 26 | 14 | 40   |

Vladimír Martinec ist der einzige Spieler, der mehr als 44 Spiele absolvierte, da er nach dem 21. Spieltag den Verein wechselte. Bis zum 30. November spielte er offiziell bei Dukla Jihlava, da aber Tesla Pardubice schon vor diesem Datum ein vorgezogenes Spiel des 26. Spieltages zu absolvieren hatte, wurde Martinec schon in diesem eingesetzt.
Bester Torschütze der Liga wurde Vladimír Martinec, der in den insgesamt 45 Spielen 42 Tore erzielte. Topscorer wurde der Slowake Marián Šťastný, der in 40 Partien 74 Scorerpunkte sammelte.

## Meistermannschaft von Slovan CHZJD Bratislava
| Torhüter      | Marcel Sakáč, Pavol Norovský |
| Abwehrspieler | Ivan Černý, Jozef Bukovinský, Milan Kužela, Ľubomír Roháčik, Vladimír Urban, Ľubomír Ujváry                                                                                           |
| Stürmer       | Marián Šťastný, Peter Šťastný, Anton Šťastný, Marián Bezák, Miroslav Miklošovič, Milan Mrukvia, Dušan Pašek, Dárius Rusnák, Ján Jaško, František Hejčík, Eugen Krajčovič, Dušan Žiška |
| Trainer       | Ladislav Horský, Miroslav Kubovič |

## 1. Liga-Qualifikation
- Škoda Plzeň – Spartak Dubnica nad Váhom 3:1 (2:4, 6:1, 6:3, 6:0)

## Auszeichnungen
Quelle: Hockey Archives
- Zlatá hokejka: Vladimír Martinec (Pardubice, Jihlava)
- Top TIPu:
  - Bester Torhüter: Jirí Králík (Dukla Jihlava)
  - Bester Verteidiger: Jozef Bukovinský (Slovan Bratislava)
  - Bester Stürmer:  Marián Šťastný (Slovan Bratislava)